# Államcsíny
Az államcsíny vagy puccs erőszakos hatalomátvétel, a szélesebb néptömegek támogatása nélkül, többnyire fizikai erőszak, nem ritkán katonai erő alkalmazásával. Az irányító hatalmat egy szűk és szervezett elit ragadja magához a törvényes formák és a politikai többség akaratának mellőzésével. Politikai jellege általában jobboldali.
A forradalomtól eltérően csak a vezető csoport lecserélése a célja, nem törekszik a társadalmi és politikai struktúrák megváltoztatására. 
Az ókori és középkori történelemben gyakran palotaforradalomnak nevezik, mivel a hatalom ellenlábasai jellemzően az uralkodó palotájában, udvarában szervezték meg. A 19. században és a 20. század első felében Európában is gyakori volt. A 20. század második felétől főleg a harmadik világban fordul elő.

## Államcsínyek a történelemben
- Franciaország, 1799: Bonaparte Napóleon államcsínyt hajt végre, új rendszert épít ki, a Konzulátust, melyben minden hatalom az Első Konzul (azaz ő maga) kezében összpontosul
- Svájc, 1839:
- Német Birodalom, 1920. március 13-16: Kapp-puccs az SPD vezette kormány ellen. Wolfgang Kapp megdöntöttnek nyilvánítja a köztársasági kormányt, majd magát kancellárrá nevezte ki. Néhány nap alatt leverték.
- Német Birodalom, 1923: Müncheni sörpuccs Hitler vezetésével.
- Kínai Köztársaság, 1924. október 23.: A pekingi puccs során Feng Jü-hsziang kínai hadúr megdönti Cao Kun elnök uralmát.
- Lengyelország, 1926. május: Józef Piłsudski hatalomátvétele.
- Ausztria, 1933. március 4.: Engelbert Dollfuß államcsínyt hajt végre, korlátlan hatalomra törekszik, törvénytelenné nyilvánítja a kommunista és a náci pártot is, felszámolja a gyülekezési és sajtószabadságot, fasiszta nézeteit próbálta érvényre juttatni.
- Német Birodalom, 1934: Röhm-puccs
- Ausztria, 1934. július 25.: osztrák nácik Bécsben meggyilkolják Dollfuß kancellárt.
- Japán Birodalom, 1936: a kiéleződött politikai ellentétek hatására február 26-án is meggyilkoltak 5 kormánytisztviselőt, – a hasonló akciók megakadályozására – a hadsereg átveszi az irányítást. Végül 1941-ben Tódzsó Hideki tábornokot miniszterelnöknek nevezik ki.
- Spanyolország, 1936. július 17.: nacionalista felkeléssel megkezdődik a polgárháború. A köztársaságiak veszik át a hatalmat.
- Német Birodalom, 1943. március 7.: kísérlet Hitler eltávolítására az ország éléről
- Német Birodalom, 1944. július 20.: sikertelen bombamerénylet Hitler ellen, a merénylet ürügyén leszámolnak a merénylőkkel és az ellenzékkel.
- Magyarország, 1944. október 15.: Szálasi-puccs (nyilas hatalomátvétel). A német hadsereg támogatásával Szálasi Ferenc lemondatja Horthy Miklós kormányzót, és átveszi a hatalmat.
- Csehszlovákia, 1948. február : A Csehszlovák Kommunista Párt Klement Gottwald vezetésével átveszi a hatalmat az országban.
- Irán, 1953. augusztus 22.: a CIA 1953-ban megdönti Mohammed Mossadegh iráni elnök uralmát az Operation Ajax akcióval.
- Irak, 1958. július 14-én a hadsereg és a Nemzeti Egységfront vezette forradalom megdönti a királyságot, és megalakították az Iraki Köztársaságot.
- Franciaország, 1961. április 23.:
- Algéria, 1965. június 19.: Az országot 1962-től irányító Ahmed Ben Bella elnököt korábbi harcostársa, Houari Boumedien vértelen puccsal távolítja el a hatalomból.
- Görögország, 1967: A görög katonai diktatúra kezdete, melynek az 1974-es ciprusi válság vet véget.
- Chile, 1973. szeptember 11.: Augusto Pinochet megdönti a törvényes elnök, Salvador Allende hatalmát.
- Argentína, 1943, 1962, 1966 és 1976 is erőszakos hatalomátvétel
- Irán, 1979: 'Iszlám forradalom', a császárság megdöntése, Irán államformája köztársaság.
- Törökország 1980. szeptember 12. : katonai puccs a török hadsereg vezetésével, amely megakadályozza az iszlám szélsőségesek előretörését.
- Spanyolország, 1981: február 23-án, Antonio Tejero alezredes vezetésével a Guardia Civil egyik szakasza behatol a spanyol parlament üléstermébe. Céljuk a Franco tábornok halálát követő politikai folyamatok megállítása.
- Guatemala, 1982 (és többször előtte is)
- Szovjetunió, 1991 augusztusában puccskísérlet, majd 1991. december 8-án bejelentik a Szovjetunió megszűnését.
- 1999., Pakisztán, októberében Pervez Musarraf tábornok katonai puccsal átveszi a hatalmat.
- 2000., Fidzsi 1987 után ismét katonai puccs
- 2004., Haiti (vitatott),
- 2005., Mauritánia
- Thaiföld, 2006. katonai puccs
- Fidzsi, 2006.
- Mauritánia, 2008
- Thaiföld 2014. katonai puccs
- Isztambul és Ankara, Törökország, 2016. július 15-én: 2016-os törökországi katonai puccskísérlet.
- Zimbabwe 2017.
- Szudán 2019. katonai puccs: 2019-es szudáni katonai puccs.
- Mianmar 2021. katonai puccs: 2021-es mianmari katonai puccs.
- Gabon 2023. katonai puccs: 2023-as gaboni katonai puccs.

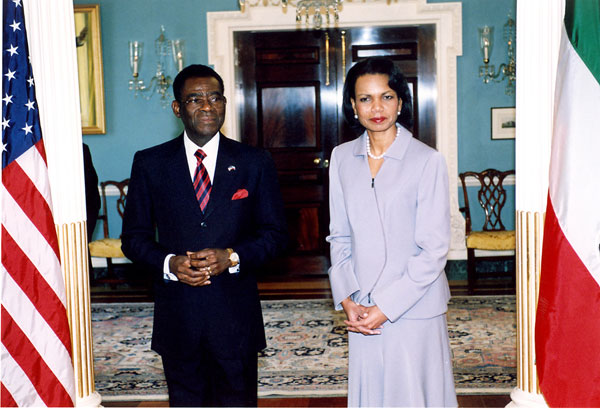
Teodoro Obiang Nguema Mbasogo, Egyenlítői-Guinea puccsal hatalomra jutott elnöke és Condoleezza Rice 2006-ban

## Egyéb
- Magyarországon Posta Imre és Kovács Áron egy belső összejövetelükön, a világhálón is közvetített felszólítással élt 2019-ben, hogy döntsék meg a fennálló államrendet.[3] Posta és hívei ráadásul saját alkotmányt fogalmaztak és konkrét személyek likvidálására ösztökéltek.
- 2024 elején a magyar hatóságok őrizetbe vettek néhány, magukat szkítának valló személyeket, akik az azt megelőző hónapokban nyíltan készültek államcsínyre (lásd szkíta puccskísérlet).[4]